# Materialwissenschaft und Werkstofftechnik

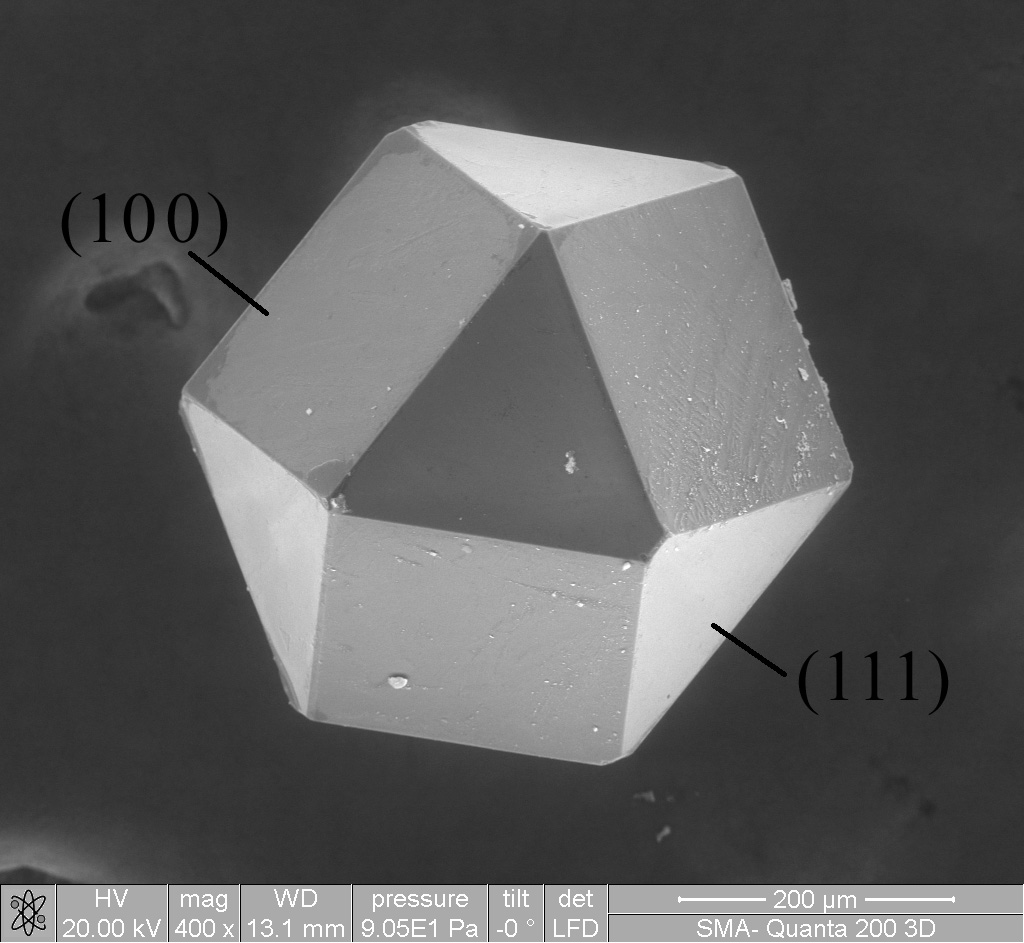
Ein Diamantkuboktaeder mit sieben kristallografischen Ebenen, abgebildet mit dem Rasterelektronenmikroskop.

Materialwissenschaft und Werkstofftechnik (kurz: MatWerk, auch: Werkstoffwissenschaft und Werkstoffkunde) ist ein interdisziplinäres Fachgebiet, das sich mit der Erforschung und Entwicklung von Materialien und Werkstoffen befasst; aus Werkstoffen werden technisch relevante Bauteile hergestellt.

## Begriffsdefinition
Die Begriffe Materialwissenschaft und Werkstoffkunde (auch als Werkstofftechnik oder Werkstoffwissenschaft bezeichnet) sind eng miteinander verknüpft: Die Materialwissenschaft mit einer eher naturwissenschaftlich geprägten Herangehensweise beschäftigt sich mit der Herstellung von Materialien und deren Charakterisierung von Struktur und Eigenschaften, während die Werkstofftechnik die ingenieurwissenschaftlich orientierte Werkstoffentwicklung sowie die entsprechenden Verarbeitungsverfahren und das Betriebsverhalten von Bauteilen im Einsatz beinhaltet. Beide Teilgebiete umfassen Forschungsaktivitäten der verschiedensten Materialklassen und Werkstoffentwicklungsketten.
Ein wesentliches Merkmal der Materialwissenschaft und Werkstofftechnik ist die Berücksichtigung des strukturellen Aufbaus der Werkstoffe und der davon abhängigen mechanischen, physikalischen und chemischen Eigenschaften. Dies umfasst die Charakterisierung, Entwicklung, Herstellung und Verarbeitung von Konstruktionswerkstoffen und Funktionsmaterialien.
Das Fachgebiet setzt sich aus der erkenntnisorientierten Grundlagenforschung zu Materialien und der ingenieurwissenschaftlichen Werkstoffentwicklung mit Anwendungsbezug zusammen. Es entfaltet dabei eine starke Hebelwirkung im Sinne einer Umsetzung von Forschungsergebnissen in marktrelevante Innovationen. Gleichzeitig hat Materialwissenschaft und Werkstofftechnik als interdisziplinäre Wissenschaft eine weitreichende fachliche Integrationswirkung, in dem sie Erkenntnisse aus benachbarten Fachgebieten aufgreift und mit ihnen in wechselseitiger Beziehung steht. Für die Materialwissenschaft sind hier insbesondere die Verknüpfungen mit der Chemie, der Physik und den Lebenswissenschaften zu nennen, während für die Werkstofftechnik die Gebiete Mechanik, Konstruktionstechnik, Produktionstechnik und Verfahrenstechnik relevant sind.
Heute sind materialwissenschaftliche und werkstofftechnische Themen integraler Bestandteil des Studiums in praktisch allen ingenieurwissenschaftlichen Bereichen, vorwiegend im Maschinenbau und in der Elektrotechnik, aber auch in den naturwissenschaftlichen Gebieten der Physik und Chemie und zunehmend in der Medizin. Inzwischen hat sich die Materialwissenschaft und Werkstofftechnik als eigenständige Disziplin nicht nur in der Forschung, sondern auch in der universitären Lehre fest etabliert.

## Gesellschaftlich-wirtschaftliche Relevanz
Das Fachgebiet versteht sich als Schlüsseldisziplin, die eine Vielzahl von Lösungen für gesellschaftlich relevante Herausforderungen bereitstellt, namentlich in den großen Zukunftsfeldern Energie, Klima- und Umweltschutz, Ressourcenschonung, Mobilität, Gesundheit, Sicherheit oder Kommunikation. Aktuelle Studien betonen den überragenden Anteil aller technischen Innovationen, die direkt oder indirekt von Werkstoffen abhängen.
Die aus der Materialwissenschaft gewonnenen Erkenntnisse ermöglichen die Herstellung technischer Werkstoffe mit neuen oder verbesserten Eigenschaften. Die Eigenschaften eines Bauteils sind von der Werkstoffauswahl, von der konstruktiven Gestaltung des Bauteils, dem Herstellungsprozess und den betrieblichen Beanspruchungen im Einsatz abhängig. Dies schließt den gesamten Lebenszyklus von Bauteilen bis zum Recycling oder zur stofflichen Weiterverwertung ein. Auch die Entwicklung völlig neuer Herstellungsverfahren zählt dazu. Ohne diese stetigen Forschungsergebnisse wäre ein kontinuierlicher Fortschritt zum Beispiel im Maschinenbau, im Automobilbau, in der Luftfahrtindustrie, in der chemischen Industrie, in Medizintechnik, in der Energietechnik, im Umweltschutz usw. nicht denkbar.

## Geschichtliche Entwicklung

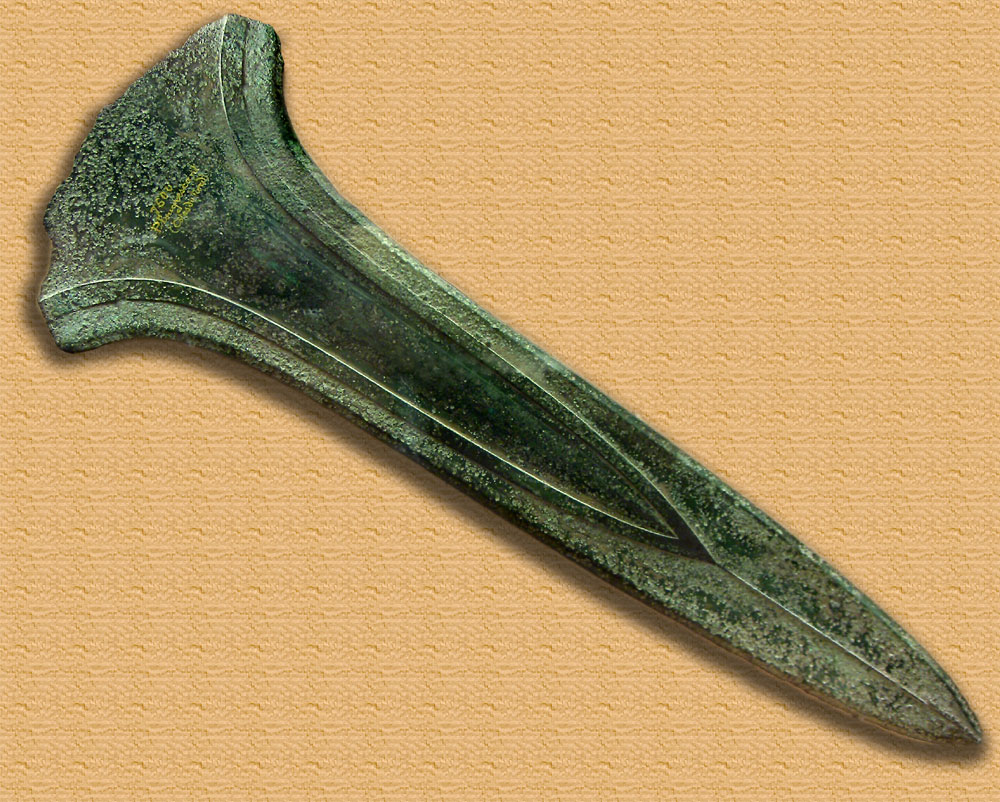
Eine Schwert- oder Dolchklinge aus der späten Bronzezeit

Die Geschichte der Werkstoffe und Materialien ist wesentlich älter als das Fachgebiet. Dabei vollzog sich der Erkenntnisfortschritt zunächst in der konkreten Anwendung von Materialien im Alltag. Von der Steinzeit bis zum siebten vorchristlichen Jahrtausend wurden natürliche Materialien wie Elfenbein, Felle, Häute, Hölzer, Knochen, Rinden oder Steine zu technischen Zwecken verwendet. Zum Ende der Jungsteinzeit kamen sodann verschiedene chemische und thermische Verfahren zum Einsatz, um Rohstoffe zu höher entwickelten Werkstoffen zu verfeinern (Brennen von Lehm, Gerben von Häuten zu Leder), Schmelzen von Sand zu Glas. Hierzu gehören auch die Erfindung und der Einsatz von Keramik.
In der Folge wurden ganze Menschheitsepochen nach den Funden der sie prägenden Werkstoffe benannt: beginnend mit der Kupferzeit mit der Bearbeitung von Kupfer, Gold und Silber sowie später auch Blei und Zinn. In der Bronzezeit ab dem zweiten vorchristlichen Jahrtausend wurden diese Stoffe gezielt mit anderen vermischt, um neue Eigenschaften zu erzielen: Aus dieser Zeit wurden Werkzeuge und Waffen gefunden, die aus einer Kupfer-Zinn-Legierung bestehen. In der Eisenzeit, der dritten großen Periode der Frühgeschichte im Europa ab etwa 800 v. Chr., lernten die Menschen, Eisen zu schmelzen und zu Werkzeugen sowie Waffen zu verarbeiten. Aus der Technikgeschichte zum Bergbau und Hüttenwesen und den metallverarbeitenden Handwerken ist bekannt, dass Spezialisten Hochöfen, Raffinierwerke, Hammer- und schließlich Walzwerke immer weiter verbesserten.
Lange Zeit beschränkte sich das Interesse der Forschung fast ausschließlich auf die metallischen Werkstoffe. Dennoch konnten Metalle bis zur Hochindustrialisierung in der zweiten Hälfte des 19. Jahrhunderts nur empirisch untersucht werden. Mitte des 19. Jahrhunderts begann die systematische Erforschung der Eigenschaften von Stahl, Eisen oder Leichtmetallen wie Aluminium sowie von keramischen Werkstoffen, woraus sich der Begriff der Werkstoffkunde entwickelt hat. Die Erkenntnisse daraus ermöglichten die Entwicklung von Werkstoffen entsprechend den von der Industrie geforderten Eigenschaften. Diese werden mit der Werkstoffprüfung als einem wesentlichen Teil der Werkstoffkunde ermittelt. Das 20. Jahrhundert war geprägt durch eine ständig steigende Vielfalt an Werkstoffen. So wurden in den 1930er-Jahren die ersten Kunststoffe in Massenfertigung produziert. Seit den 1950er-Jahren haben mit der Erfindung des Transistors das Silizium und andere Halbleitermaterialien eine wesentliche Bedeutung gewonnen.
Die wissenschaftliche Disziplin, die sich mit Werkstoffen als Gegenstand universitärer Ausbildung befasst, hat sich zu Beginn des 20. Jahrhunderts an technischen Hochschulen aus Metallurgie und Hüttenwesen, der Materialprüfung sowie an einigen Universitäten aus Physik, Chemie und Mineralogie heraus entwickelt. Erst mit den zu dieser Zeit aufkommenden analytisch-experimentellen Untersuchungsmethoden konnten kristalline Festkörper quasi durchdrungen werden: So entstand die moderne Metallografie. Zur selben Zeit wurden für Arbeitsprozesse auch immer leistungsfähigere und gleichzeitig leichtere Maschinen und Geräte notwendig. Daher begann auch die Konstruktionslehre, sich für die Möglichkeiten neuer Werkstoffe zu interessieren. Diese Fächer waren in industriellen Forschungsinstituten, an Universitäten, Technischen Hochschulen und verschiedenen öffentlichen Anstalten wie etwa den staatlichen Materialprüfungsämtern, der Reichsanstalt (später Bundesanstalt) für Materialprüfung oder der Physikalisch-Technischen Reichsanstalt (später Bundesanstalt) beheimatet. Hinzu kamen technisch-wissenschaftliche Vereine wie der Verein Deutscher Eisenhüttenleute (gegr. 1880), die Gesellschaft Deutscher Metallhütten- und Bergleute (gegr. 1912; heute Gesellschaft für Bergbau, Metallurgie, Rohstoff- und Umwelttechnik e. V.) sowie die Deutsche Gesellschaft für Metallkunde (gegr. 1919; heute Deutsche Gesellschaft für Materialkunde).
Inzwischen hat sich für die Disziplin in Forschung und Lehre (nach Werkstoffkunde und Werkstoffwissenschaft) die Begriffe Materialwissenschaft und Werkstofftechnik etabliert.

## Teilgebiete
Das Fachgebiet Materialwissenschaft und Werkstofftechnik umfasst zahlreiche Material- und Werkstoffklassen, die jeweils für sich starke Bedeutung in Forschung und Entwicklung sowie in der Anwendung erlangt haben. Es gibt verschiedene Möglichkeiten, eine Einteilung der Material- und Werkstoffklassen vorzunehmen. Die traditionelle Einteilung in Glas/Keramik, Metalle und Polymere ist dadurch weitgehend überholt.
Eine Möglichkeit der Klassifizierung nach aktuellem Stand ist:
- Metallische Werkstoffe: Eisen und Stahl, Nichteisenmetalle (z. B. Leichtmetalle, Buntmetalle)
- Nichtmetallisch anorganische Werkstoffe: Keramik, Glas, anorganische Bindemittel
- Polymere: Kunststoffe, Naturstoffe
- Halbleiter
- Kohlenstoffbasierte Materialien, wie Kohlenstoff-Nanoröhrchen oder Graphen.

Eine übliche Klassifizierung erfolgt in Konstruktionswerkstoffe, deren mechanische Eigenschaften im Vordergrund stehen, und Funktionsmaterialien, bei denen vorwiegend andere physikalisch-chemische (z. B. elektrische, thermische, optische, magnetische) Eigenschaften genutzt werden. Hinzu kommen neuerdings Material- und Werkstoffklassifikationen, die eine Kategorisierung über die Funktion als Eigenschaft vornehmen.
Beispiele dafür sind:
- Biomaterialien
- „Smart Materials“, wie Formgedächtnislegierungen oder Materialien mit sensorischen Eigenschaften
- Supraleiter

Die Eigenschaft eines Materials oder Werkstoffs wird nicht nur durch seine chemische Zusammensetzung bestimmt, sondern durch Strukturierung auf allen Größenskalen.
Beispiele dafür sind:
- Beschichtungen
- Biomimetische Materialien
- Gradientenwerkstoffe
- Hybridmaterialien
- Metamaterialien
- Nanomaterialien
- Schäume (z. B. Metallschaum) und zellulare Materialien
- Verbundwerkstoffe und Werkstoffverbunde
- Viellagenschichten

## Forschungsthemen

### Materialwissenschaft
In der Materialwissenschaft bauen die Forschungsthemen auf bereits erarbeiteten Erkenntnissen zu naturwissenschaftlichen Phänomenen auf und setzen die darin vorgeschlagene grundlagenwissenschaftliche Forschung in einen Kontext möglicher Anwendungen. So geht sie signifikant über einen Erkenntnisgewinn zu grundlegenden physikalischen oder chemischen Phänomenen hinaus.
Von weitreichender Bedeutung auch für die Werkstofftechnik sind dabei Themen der Thermodynamik und Kinetik. Darunter fallen thermodynamische und kinetische Grundlagen für ingenieurwissenschaftlich relevante Werkstoffe, etwa die Erarbeitung von Phasendiagrammen, die Untersuchung von Diffusionsvorgängen oder der Eigenschaften von Korngrenzen. Ein materialwissenschaftliches Forschungsfeld, das sich durch eine große Vielfalt auszeichnet, ist das Gebiet der Funktionsmaterialien, deren magnetische, elektrische oder optische Eigenschaften eng verknüpft sind mit ihrer Struktur und spezifischen Herstellungsverfahren.
Auf der Mikro- und Nanoskala stehen aber auch mikrostrukturelle mechanische Eigenschaften von Materialien im Fokus, die bedeutende Auswirkungen auf das makroskopische Verhalten eines Bauteils haben und dadurch einen wichtigen Verknüpfungspunkt zwischen Materialwissenschaft und Werkstofftechnik darstellen. Wesentliche Eigenschaften von Materialien werden durch Strukturierung und Funktionalisierung von Grenz- und Oberflächen erzielt. Selbst im Bereich ingenieurwissenschaftlicher Forschung betrifft dies die Nanoskala und sogar die Größenordnung von wenigen Atomlagen. Dies gilt ganz erheblich auch für das Themenspektrum der Biomaterialien. Darunter sind synthetische Materialien oder Werkstoffe zu verstehen, die in der Medizin für therapeutische oder diagnostische Zwecke eingesetzt werden können. Die Materialwissenschaft umschließt dabei zellbiologische Untersuchungen zur Biokompatibilität oder der unmittelbar zur Erforschung der Biomaterialien notwendigen klinischen Test, jedoch ohne vorrangig Aspekte der Biophysik zu behandeln.

### Werkstofftechnik
Typische Themen der Werkstofftechnik grenzen sich von verfahrens- oder fertigungstechnischen Aspekten ab, indem sie deutlich auf die eigentliche Entwicklung von verbesserten oder neuartigen Werkstoffen fokussieren. Darunter fallen mit der metallurgischen, thermischen und thermomechanischen Behandlung von Werkstoffen sämtliche Aspekte der Wärmebehandlung in der Werkstofftechnik im schmelzflüssigen oder erstarrten Zustand, aber auch die klassische Legierungsforschung und verschiedenste Aspekte des Recyclings mit Bezug auf werkstofftechnisch-metallurgische Fragestellungen. Auf dem Gebiet des Sinterns als Herstellungsroute von Werkstoffen werden vielfältige Forschungs- und Entwicklungsthemen zu den beiden dominanten Werkstoffklassen der keramischen und metallischen Werkstoffe betrachtet. In dem weiten Feld der Verbundwerkstoffe reicht das Themenspektrum von Werkstoffen mit metallischer, keramischer und polymerer Matrix bis hin zur Verstärkung durch Teilchen, Kurzfasern oder Langfasern einschließlich Kohlenstofffaserverstärkter Kunststoffe.
Die mechanischen Eigenschaften spielen bei Konstruktionswerkstoffen eine dominante Rolle und stellen ein weiteres Themengebiet dar. Darunter fallen werkstoffmechanische Fragestellungen auf der Makroskala einschließlich thermomechanischer Beanspruchung sowie das Themenfeld der Tribologie. Schließlich werden die werkstofftechnischen Aspekte der Beschichtung oder Modifizierung von Oberflächen einschließlich werkstofftechnischer Korrosionsforschung unter dem Begriff Beschichtungs- und Oberflächentechnik zusammengefasst.

### Materialinformatik
Der Umgang mit Daten entwickelt sich derzeit zu einem eigenen Forschungsfeld innerhalb der Materialwissenschaft und wird als Materialinformatik bezeichnet. Diese sammelt zunächst die Daten, die aus Simulationen und Experimenten generiert werden und ihre Metadaten und versucht diese auszuwerten.
Dies soll mit dem Einsatz von Künstlicher Intelligenz, durch die Materialeigenschaften vorhergesagt und neue Materialien entdeckt werden sollen und Materialdatenbanken, durch die der Zugang zu Materialdaten und deren Zusammenhängen erleichtert werden soll. Außerdem werden Systeme wie Adaptives Materialdesign, High Throughput Experimentation und Design of Experiment genutzt um Experimente intelligent zu leiten und effizienter zu gestalten. Dadurch können Materialien, deren Entwicklung traditionell 10–20 Jahre dauert erheblich schneller entwickelt werden. Außerdem werden dadurch völlig neue Arten der Materialentwicklung eröffnet.

## Berufsbild
Durch das breite Spektrum seiner Thematiken und die vielseitigen Anknüpfungsmöglichkeiten zu anderen Disziplinen bietet das Fachgebiet der Materialwissenschaft und Werkstofftechnik viele Berufsaussichten in der freien Wirtschaft, in Forschungsinstituten, an Hochschulen, technischen Überwachungsanstalten sowie im öffentlichen Dienst, beispielsweise in Materialprüfämtern. Die Tätigkeitsfelder in der Industrie umfassen sämtliche Bereiche von der Gewinnung und Veredelung über die Herstellung und Verarbeitung bis hin zum Recycling von Werkstoffen. Dazu zählen zahlreiche Tätigkeiten in der Forschung und Entwicklung, Simulation und Modellierung, Konstruktion und Berechnung, Herstellung und Verarbeitung sowie in der Qualitätssicherung, Schadensanalyse und betrieblichen Überwachung.
Zu den beteiligten Branchen gehören unter anderem werkstoffherstellende und -verarbeitende Industrie, Maschinenbau, Automobilindustrie, Luft- und Raumfahrt, Kunststoffindustrie, chemische Industrie, Elektroindustrie, Energietechnik, Mikroelektronik, Medizintechnik oder Umweltschutz.

### Ausbildungsberufe
Um im Bereich Materialwissenschaft und Werkstofftechnik tätig zu werden, gibt es zahlreiche Ausbildungsberufe (Lehrberufe), darunter:
- Gießereimechaniker
- Industriekeramiker Modelltechnik
- Laborant
- Materialograf, Werkstoffprüfer
- Oberflächenbeschichter
- Physikalisch-Technischer Assistent
- Stoffprüfer (Chemie)
- Technischer Assistent für Metallografie und Werkstoffkunde
- Technischer Modellbauer Gießerei

### Studium
In Deutschland kann man an über 37 Hochschulen Materialwissenschaft und Werkstofftechnik studieren. Durch die hohe Interdisziplinarität des Fachgebiets gibt es:
- eigenständige interdisziplinäre Studiengänge Materialwissenschaft und Werkstofftechnik (bzw. Werkstoffwissenschaft)
- naturwissenschaftliche Studiengänge mit Vertiefungs-/Studienrichtungen Materialwissenschaft
- ingenieurwissenschaftliche Studiengänge mit Vertiefungs-/Studienrichtungen Materialwissenschaft und Werkstofftechnik

Am Anfang des Studiums steht in der Regel die Grundlagenausbildung in den mathematisch-naturwissenschaftlichen und ingenieurwissenschaftlichen Fächern im Vordergrund. Dazu gehören insbesondere anorganische Chemie und physikalische Chemie, Physik (insbesondere Experimentalphysik), Festkörperchemie, Höhere Mathematik, Messtechnik, Technische Mechanik und Thermodynamik.
Danach werden in der Regel Kenntnisse der theoretischen, experimentellen und technologischen Aspekte der einzelnen Werkstoffgruppen erweitert und vertieft. Dazu zählen Aufbau der Materialien, Herstellung und Verarbeitung, Materialprüfung und -charakterisierung, Modellierung, Simulation und Bauteil- und Systemverhalten. Struktureigenschaftsbeziehungen oder Thermodynamik und Kinetik, Werkstoffauswahl und -anwendung. Nicht technische Einheiten etwa zu den Grundzügen der Wirtschaftswissenschaft oder zur Projektorganisation, aber auch technisches Englisch sowie Exkursionen, Studienprojekte und Industriepraktika vervollständigen die Ausbildung.

## Forschungseinrichtungen

### Deutschland
Forschungseinrichtungen, die sich mit Materialwissenschaft beschäftigen:

#### Universitäten und Hochschulen
- RWTH Aachen – Fachgruppe für Materialwissenschaft und Werkstofftechnik[17]
- Hochschule Aalen – Fakultät Maschinenbau und Werkstofftechnik[18]
- Hochschule Albstadt-Sigmaringen – Fakultät Engineering[19]
- Universität Augsburg – Institut für Physik[20]
- Technische Hochschule Aschaffenburg[21]
- Universität Bayreuth – Fakultät für Ingenieurwissenschaften[22]
- Technische Universität Berlin – Institut für Werkstoffwissenschaften und -technologien[23]
- Ruhr-Universität Bochum – Materials Research Department[24]
- Technische Universität Braunschweig – Fakultät für Maschinenbau – Institut für Füge- und Schweißtechnik[25], Institut für Werkstoffkunde[26]
- Technische Universität Braunschweig – Fakultät für Architektur, Bau und Umwelt – Institut für Baustoffe, Massivbau und Brandschutz[27]
- Universität Bremen – Fachbereich Produktionstechnik – Maschinenbau und Verfahrenstechnik[28]
- Technische Universität Chemnitz – Institut für Werkstoffwissenschaft und Werkstofftechnik (IWW)[29]
- Technische Universität Clausthal – Institut für Metallurgie, Institut für Nichtmetallische Werkstoffe, Institut für Polymer- und Kunststofftechnik, Institut für Werkstoffkunde und Werkstofftechnik, des Weiteren Clausthaler Zentrum für Materialtechnik[30]
- Technische Universität Darmstadt – Fachbereich Materialwissenschaften[31]
- Technische Universität Dortmund – Lehrstuhl für Werkstofftechnologie[32]
- Technische Universität Dresden – Institut für Werkstoffwissenschaft[33]
- Friedrich-Alexander-Universität Erlangen-Nürnberg – Department Werkstoffwissenschaften[34] – Sitz des ersten deutschen Exzellenzclusters für Materialwissenschaften
- Albert-Ludwigs-Universität Freiburg – Freiburger Materialforschungszentrum
- Technische Universität Bergakademie Freiberg – Fakultät für Werkstoffwissenschaft und Werkstofftechnologie[35]
- Hochschule Furtwangen – Institut für Werkstoffe & Anwendungstechnik Tuttlingen (IWAT)[36]
- Justus-Liebig-Universität Gießen – Fachbereich 07 – Mathematik und Informatik, Physik, Geographie
- Georg-August-Universität Göttingen – Fakultäten für Physik, Chemie, Geowissenschaften und Forstwissenschaften[37]
- Technische Universität Hamburg – Institut für Werkstoffphysik und Werkstofftechnologie[38] – Institut für Keramische Hochleistungswerkstoffe[39]
- Leibniz Universität Hannover – Fakultät Maschinenbau – Institut für Werkstoffkunde[40][41]
- Technische Universität Ilmenau – Institut für Werkstofftechnik[42]
- Friedrich-Schiller-Universität Jena – Otto-Schott-Institut für Materialforschung[43]
- Ernst-Abbe-Hochschule Jena[44]
- Karlsruher Institut für Technologie – Fakultät für Maschinenbau – Institut für Angewandte Materialien[45]
- Universität Kassel – Amtliche Materialprüfanstalt für das Bauwesen (AMPA)[46] und Fachbereich Maschinenbau – Institut für Werkstofftechnik (IfW)[47]
- Christian-Albrechts-Universität zu Kiel – Institut für Materialwissenschaft[48]
- Hochschule Koblenz – Fachrichtung Werkstofftechnik Glas und Keramik[49]
- Technische Hochschule Köln – Laboratorium für Bau- und Werkstoffprüfungen[50]
- Hochschule Landshut – Fakultät Maschinenbau – Kompetenzzentrum Leichtbau (LLK)[51] und Leichtbau-Cluster[52]
- Otto-von-Guericke-Universität Magdeburg – Institut für Werkstoff- und Fügetechnik[53]
- Philipps-Universität Marburg – Wissenschaftliches Zentrum für Materialwissenschaften[54]
- FH Münster – Materials Science and Engineering[55]
- Technische Hochschule Nürnberg Georg Simon Ohm – Fakultät Werkstofftechnik[56]
- Hochschule Osnabrück – Fakultät Ingenieurwissenschaften und Informatik – Fachbereich Dental-, Verfahrens- und Werkstofftechnik[57]
- Universität Paderborn – Fakultät Maschinenbau – Werkstoffkunde[58]
- Universität des Saarlandes in Saarbrücken – Fachrichtung 8.4 – Materialwissenschaft und Werkstofftechnik[59]
- Universität Siegen – Fakultät IV – Naturwissenschaftlich-technische Fakultät[60]
- Materialprüfungsanstalt Universität Stuttgart (MPA Stuttgart, Otto-Graf-Institut (FMPA))
- Universität Stuttgart – Fakultät Chemie – Institut für Materialwissenschaft[61]
- Hochschule Wismar – Institut für Oberflächen- und Dünnschichttechnik[62]

#### Sonstige Forschungsinstitute
- Bundesanstalt für Materialforschung und -prüfung
- Institut für Ionenstrahlphysik und Materialforschung des Helmholtz-Zentrums Dresden-Rossendorf
- Interdisciplinary Centre for Advanced Materials Simulation (ICAMS)
- Forschungsbereich „Struktur der Materie“ des Forschungszentrum Karlsruhe
- Der Fraunhofer-Verbund MATERIALS[63] bündelt die Kompetenzen von 15 materialwissenschaftlich orientierten Instituten der Fraunhofer-Gesellschaft.
- Institut für Polymerforschung und Institut für Werkstoffforschung des Helmholtz-Zentrum Hereon
- Institut für Verbundwerkstoffe GmbH, Kaiserslautern[64]
- DECHEMA-Forschungsinstitut
- DWI – Leibniz-Institut für Interaktive Materialien e. V. Aachen,[65]
- Chemisch-Physikalisch-Technische Sektion der Max-Planck-Gesellschaft
- Max-Planck-Institut für Polymerforschung, Mainz
- Max-Planck-Institut für Nachhaltige Materialien, Düsseldorf
- Max-Planck-Institut für Intelligente Systeme, Stuttgart
- Max-Planck-Institut für Festkörperforschung, Stuttgart
- Leibniz-Institut für Neue Materialien, Saarbrücken
- Leibniz-Institut für Festkörper- und Werkstoffforschung Dresden
- Leibniz-Institut für Werkstofforientierte Technologien, Bremen
- MFPA Weimar (Materialforschungs- und -prüfanstalt an der Bauhaus-Universität Weimar)[66]
- MPA Braunschweig (Materialprüfanstalt für das Bauwesen)[67]

### Österreich
- Austrian Institute of Technology – Forschung zu Batteriematerialien und Leichtmetallen
- Erich-Schmid-Institut der ÖAW für Materialwissenschaft, Leoben
- Technische Universität Graz – Forschung: Field of Expertise „Advanced Materials Science“, Masterstudium „Advanced Materials Science“ (englisch)
- Universität Innsbruck – Masterstudium Material- und Nanowissenschaften
- Montanuniversität Leoben – Bachelor- und Masterstudium Werkstoffwissenschaft
- Universität Linz – Institut für Metallische Konstruktionswerkstoffe, Institut für Polymeric Materials and Testing
- FH Oberösterreich – Bachelor- und Masterstudien
- Universität Salzburg – Bachelor- und Masterstudien, Department Chemistry and Physics of Materials
- Universität Wien – Bachelor- und Masterstudium Physik
- Technische Universität Wien – Masterstudium Materialwissenschaften, Institut für Werkstoffwissenschaft und Werkstofftechnologie
- FH Technikum Wien –  Bachelor- und Masterstudium Maschinenbau

### Schweiz
- Ecole Polytechnique Fédérale de Lausanne (EPFL, Institut des Matériaux)
- Eidgenössische Materialprüfungs- und Forschungsanstalt (EMPA)
- ETH Zürich (Department of Materials)
- Paul Scherrer Institut (PSI)

## BV MatWerk
Die Bundesvereinigung Materialwissenschaft und Werkstofftechnik e. V. (BV MatWerk) ist der Zusammenschluss von Vereinen und Verbänden der Materialwissenschaft und Werkstofftechnik in Deutschland (BV MatWerk). Das Internetportal des Fachgebiets der Materialwissenschaft und Werkstofftechnik vereinigt alle relevanten Internetpräsenzen des Fachgebiets unter einem Dach.